# Височная фасция
Височная фасция (лат. Fascia temporalis) начинается от надкостницы костей черепа в области верхней височной линии и сухожильного шлема. Покрывая височную мышцу, височная фасция вблизи скуловой дуги расщепляется на две пластинки: поверхностная пластинка (лат. lamina superficialis) прикрепляется к верхнему краю и наружной поверхности скуловой дуги; глубокая пластинка (лат. lamina profunda) переходит на внутреннюю поверхность скуловой дуги. Между пластинками височной фасции залегают сосуды и жировая ткань.
Височная фасция и височная ямка черепа ограничивают костно-фиброзное вместилище, в котором залегает височная мышца.